# Атинско-Македонска информационна агенция
Атинско-Македонската информационна агенция (на гръцки: Αθηναϊκό-Μακεδονικό Πρακτορείο Ειδήσεων; на английски: Athens-Macedonian News Agency) е основната информационна агенция на Гърция. Главният офис на компанията е разположен в столицата Атина. Агенцията има офиси в Брюксел, Истанбул, Никозия и Берлин, както и кореспонденти в Лондон, Виена, Рим, Париж, Скопие, Вашингтон, Ню Йорк, Мелбърн, Монреал, Тирана, София, Анкара, Белград и всички големи гръцки градове.

## История
Агенцията е създадена с президентски указ № 191 от 9 декември 2008 година след сливането на Атинската и Македонската информационна агенция. До 2012 година името на новата агенция е „Атинска информационна агенция – Македонска информационна агенция“ (Αθηναϊκό Πρακτορείο Ειδήσεων – Μακεδονικό Πρακτορείο Ειδήσεων).